# Chevrolet Suburban
Chevrolet Suburban (søˈbøːbn) — полноразмерный внедорожник, разработанный Chevrolet — подразделением General Motors. Выпускается с 1935 года в США и является самым долговыпускающимся автомобилем. Также выпускается под марками Holden и GMC (известен как GMC Yukon XL), а также Cadillac — Cadillac Escalade ESV. Suburban — один из самых популярных автомобилей General Motors, и один из самых больших внедорожников на автомобильном рынке США.

## История
Много автокомпаний использовали название Suburban для своих автомобилей, в том числе Dodge, Plymouth, Studebaker, Nash, GMC и Chevrolet. В 1935 году Chevrolet начал выпускать Suburban. Вслед за ним в 1937 году автомобиль начали выпускать под маркой GMC. Внедорожник тогда назывался Suburban Carryall, но для упрощения его называли Suburban. С окончанием производства Dodge Town Wagon в 1966 и Plymouth Suburban в 1978, General Motors поменяли название на Suburban в 1988. Тогда у него было достаточно конкурентов — Jeep Wagoneer, International Harvester Travelall и Ford Excursion, смененный в 2005 на Ford Expedition. Также у него есть «внутренний» конкурент — Chevrolet Tahoe, однако Suburban длиннее его на 510 мм.
Suburban используется в качестве полицейского автомобиля, автомобиля начальника пожарной команды и скорой помощи и даже входит в президентский кортеж США.
5 декабря 2019 года Chevrolet Suburban стал первым автомобилем, получившим звезду на Голливудской «Аллее славы» за свой вклад в развитие кинематографа и ТВ. Было отмечено, что Suburban появлялся более чем в 1 750 фильмах и телесериалах. С 1952 года он хотя бы один раз в году появляется хотя бы в одном новом сериале (а с 1960 — и ежегодно в новом фильме), что является рекордом для автомобилей всех типов.

## Первое поколение
В 1933 году Chevrolet презентовал универсал, сделанный из грузовика. Эта модель была специально построена для Национальной гвардии и Гражданского корпуса охраны окружающей среды. Большая часть кузова была из дерева, и могла вместить до восьми пассажиров.

## Второе поколение
В 1935 году был представлен «Carryall Suburban». Кузов был сделан из листового металла, из пикапа модели того же года, но цельнометаллический. Располагал восемью местами — 3 спереди, 2 посередине и 3 сзади. Задняя дверь была двойной, для удобства погрузки и разгрузки багажа.
Chevrolet Master Suburban был грузовой версией. Автомобиль был первым универсалом, созданным на базе шасси пикапа. Пассажирская версия вмещала около 8-9 человек. Автомобиль также экспортировался в Италию, Грецию и Мексику.
- 1936 Chevrolet Suburban

В 1937 году автомобиль Suburban получил новый дизайн в стиле «Art Deco», а мощность двигателя возросла до 79 л. с. 

## Третье поколение
Третье поколение производилось в 1941, 1942 и 1946 года (кроме того, Suburban выпускался во время войны в качестве военного транспортного средства). Мест для восьми пассажиров не было. Модели с двойными задними дверями определялись как «3106», а с поднимающейся дверью — как «3116».
Chevrolet AK Series Suburban производился с 1942 по 1948 год, были проданы около 60 000 таких автомобилей по всему миру. Автомобиль пришел на смену предыдущему Master Suburban, производство которого было прекращено в 1942 году. Автомобиль был основан на шасси грузовиков Chevrolet AK Series. Автомобиль в основном использовался в качестве военно-транспортного средства во многих странах во Второй мировой войне.
Chevrolet AK Series был грузовой версией. Он был сделан на грузовой платформе В 1947 году General Motors выпустила свои новые грузовики Chevrolet Advance Design. В 1947 году продажи упали, что заставило General Motors отказаться от производства в пользу преемников. Грузовик также использовался в фильме Jeepers Creepers.

## Четвёртое поколение
Начиная с 1954 года, на Suburban начали ставить четырёхступенчатые автоматические коробки передач Hydra-Matic (на GMC — с 1953). Это было последнее поколение с кузовом типа Canopy Express (фермерский полуфургон полупикап с жесткой крышей и брезентовыми боковинами, а также откидными полками для торговли на рынках). Именно дизайн 4 поколения вдохновил дизайнеров Chevrolet HHR спустя полвека.
Chevrolet Advance Design был грузовиком, который производился в Европе до 1956. Как и большинство легких грузовиков Chevrolet, шасси также использовалось для Chevrolet Suburban. Грузовик Advance Design был самым популярным грузовиком компании, проданным почти 1 миллионом единиц по всему миру, дизайн грузовика был вдохновлен округлым и изогнутым дизайном Volkswagen Beetle.
В Англии грузовик был выпущен как Bedford TA, а в Германии — как Opel Blitz. Этот грузовик — самый культовый автомобиль General Motors, вдохновивший на создание многих других грузовиков, таких как Ford F-Series 1948 года, Studebaker E-Series и ГАЗ-53

## Пятое поколение
В 1955 году все модели Chevrolet получили новый стиль, включающий более плоский капот, передние крылья на одном уровне с остальной частью кузова и трапециевидную решетку радиатора. Облицовка стала теперь напоминать пикап Shevy Stepside Pickup 1955 года. Автомобиль получил стандартный V-образный мотор как и все остальные модели GM. Автомобиль предлагался в двух версиях (3106 и 3116), а с появлением в 1957 году полного привода добавились ещё две — 3156 и 3166, соответственно.
Chevrolet Task Force Suburban производился General Motors до 1961 года. Автомобиль был основан на шасси грузовиков предыдущего поколения. Всего продано около 300 000 единиц
В 1958 году было продано около 38000 единиц, а в 1960 году General Motors выпустила свои новые грузовики Chevrolet C/K, но производство старых грузовиков продолжалось до 1962 года вместе с новыми грузовиками. В 1961 году было продано около 10 000 единиц, а в 1962 году было продано всего 560 единиц. Это побудило General Motors прекратить их выпуск.

## Шестое поколение
Стиль автомобилей Chevrolet 60-61 года был схож со стилем 50-х годов: у всех автомобилей был большой овальный капот, в том числе и у Suburban. Лобовое стекло уплощилось. Задние двери остались без изменений. Начиная с 1962 года капот стал ещё более плоским. Модель оснащалась торсионной, независимой передней подвеской, которую вскоре поменяли на традиционную. Интересной особенностью Suburban была 15-местная удлиненная версия, имеющая 4-метровую колесную базу, длину кузова 7 метров и массу 6300 кг. Однотонные, 3-метровые модели перестали выпускать с 1966 года.
- 1961 Stretch Suburban

## Седьмое поколение
Седьмое поколение Chevrolet Suburban было переконструировано из Chevrolet C/K 2-го поколения, его было легко отличить по одной двери по левому борту (со стороны водителя) и по двум по правому (со стороны пассажиров). Были доступны задне- и полноприводные версии. С 1971 года на передние колеса стали ставить дисковые тормоза, а 1972 год стал последним когда заднеприводные версии оснащали рессорной подвеской. В 1971 году в списке опций появился руль типа Comfort-Tilt. Седьмое поколение стало последним для коммерческих версий C-10 и С-20 с кузовом типа фургон.
Версия для Бразилии
В 1964 году бразильское отделение Сhevrolet представило 5-дверную версию Suburban под местным названием Veraneio (также известную как C-14/16). Она базировалась на пикапе С/К-серии образца 1960-66 годов. Производство данной модели с модернизациями велось до 1994 года. В 1997 году GM представила в Бразилии пикап Silverado, заменивший «С-серию», а бразильская версия Suburban, выполненная в том же стиле, что и американский Chevrolet Tahoe образца 2001 года, была названа Grand Blazer и сменила устаревшую модель Veraneio.

## Восьмое поколение
Начиная с 8-го поколения, Suburban стал 5-дверным. До 1972 года формы внедорожника были округлыми и практически не изменялись на протяжении 19 лет — восьмое поколение производилось дольше всех остальных поколений Suburban. С 1973 компания Armbruster/Stageway снова начала выпускать 12- и 15-местные пассажирские версии, но в отличие от прежних у них было по 3 и 4 двери с каждой стороны, кондиционер спереди и сзади, багажник, подогреватели для сидений, подножка и тд. 3-скоростные автоматические коробки Turbo-Hydramatic ставились на мало-литровые двигатели, а Turbo-Hydramatic 400 — на все, начиная с двигателей объёмом 6,2 литра. Позже автомобиль начали оснащать ABS (были доступны на C и K-серии Suburban). 3-й ряд сидений стал опциональным, также опциональным стал кондиционер для 2 и 3 ряда сидений. В 1986 и 1987 годах перешли от карбюраторного к электронному впрыску топлива. Эту систему GM назвал Throttle Body Injection, или просто TBI. Изменение должно было улучшить топливную экономичность и производительность, а также уменьшить выбросы. Тяжелая четырёх-ступенчатая автоматическая коробка передач — 4L80 — была введена в 1991 году. С 1987 по 1991 года GM временно изменили обычные обозначения «С» и «К» на «R» и «V». Это было сделано, чтобы избежать путаницы с пикапами GMT400, основанные на Chevrolet C/K, которые начали выпускать в 1988 году.
- 1977 GMC Suburban C15 Sierra Classic
- 1979 Chevrolet Suburban C20
- 1983 GMC Suburban K25 Diesel
- GMC Suburban Sierra Classic
- Chevrolet Suburban 2500
- 1986 GMC Sierra Classic 1500

## Девятое поколение
Suburban на платформе GMT400 выпустили в 1992 году. Это было поздно по сравнению с пикапами-близнецами Chevrolet — их начали выпускать ещё в 1987 году. Базовым двигателем для всех версий был бензиновый V8 объёмом 5,7 литров (350 куб.дюймов или 5733 см³). С 1992 по 1995 годы на автомобиль устанавливали двигатели:
- Chevrolet small block 350 TBI (RPO code L05) мощностью 210 л. с.
- Chevrolet big block 454 TBI (RPO code L19) мощностью 230 л. с.
- Дизельный V8 Detroit Diesel 6.5 литров.

С 1996 года двигателям модернизировали головки цилиндров и систему подачи топлива. Распределенный впрыск сменил моновпрыск. Старое название Chevrolet сменили на Vortec (вихревые впускные коллектора) Vortec 5700 (RPO code L31) и Vortec 7400 (RPO code L29). С распределённым впрыском топлива мощность была увеличена с 210 л. с. до 250 л. с. (Vortec 5700) и с 230 л. с. до 290 л. с. (Vortec 7400).
На автомобиле были две версии колёсной базы: 1500 и 2500, эти цифры говорят о грузоподъёмности машины выраженной в фунтах, то есть для платформы 1500 это 680 кг, а для 2500 1133 кг. Различия в базах касались и мостов: если в базе 1500 стояли полуразгруженные оси или так называемые 6-ти шпилечные мосты, то на базе 2500 использовались полностью разгруженные оси или так называемые 8-ми шпилечные мосты. Отличить их было легко по количеству шпилек крепления колеса. Suburban с турбодизельными двигателями могли иметь блокировку дифференциала Gov-Lock. Также различия были и в коробках передач, если в базе 1500 ставилась 4-ступенчатая автоматическая коробка передач — 4L60E, которая не любит резких стартов и агрессивной езды, то на базе 2500 ставилась усиленная 4-ступенчатая коробка 4L80E, известная своей надёжностью. На GMT400 использовалась независимая передняя подвеска на всех версиях автомобиля для более комфортной езды. Торсионная на полноприводных моделях и пружинная на заднеприводных. До 100 км/ч Suburban разгонялся за 11,7 секунд. Расход топлива составлял 18 литров/100 км в городе и 15,5 на шоссе.
Обновления по годам: В 1992 и 1993 годах значительных изменений автомобиля не было.
В 1994 году Suburban получил первый фейслифт. Радиаторная решетка и фары стали выглядеть как и все последующие годы. Так же был добавлен стоп сигнал на крышу в задней части автомобиля. Этот год стал последним для старых названий комплектаций Cheyenne и Silverado.
С 1995 года комплектации стали называться Base, LS и LT. В этом году весь интерьер автомобиля был изменен. Была добавлена подушка безопасности для водителя. Передний бампер больше не имел двух резиновых «смягчителей» (с 1992 по 1994 на переднем бампере для смягчения ударов было два небольших резиновых кусочка).
В 1996 году автомобиль получил обновленный двигатель Vortec с распределенным впрыском топлива. Появилась опция переноса рычага управления приводом с пола на панель приборов в виде кнопочек. Дизайн дисков колес слегка изменили, теперь шпильки ступиц спрятаны под центральной крышкой (с 1992 по 1995 они были открыты и видны). Размер колес остался прежним. Добавлены дневные ходовые огни.
В 1997 году добавлена подушка безопасности для переднего пассажира. Были выполнены небольшие доработки рулевого управления и трансмиссии. В 1998 году добавили опцию обогрева зеркал (только в комплектации LT), OnStar, PassLock Security и автоматическую систему подключения полного привода AutoTrack. Трансмиссия была переработана ещё раз. Для 1999 года изменений не было.
Так же в 1998 году начали выпускать Holden Suburban — праворульную версию автомобиля для жителей Австралии и Новой Зеландии. Однако тогда салон отделывали из плохого материала, к тому-же некачественно, поэтому по сей день в эти регионы автомобиль поставляется под маркой Chevrolet, в отличие от других автомобилей General Motors.
- 1992–1994 Chevrolet Suburban
- 1992–1994 GMC Suburban
- GMT400 GMC Suburban 1500
- GMT400 Chevy Suburban TurboDiesel 2500

## Десятое поколение
GMT800 на платформе Suburban появился в конце 1999 года в двух версиях — 1500 и 2500. И для заднеприводной, и для полноприводной версий предлагались 3 комплектации — Base, LS и LT. Появились обновления, такие как запасное колесо под автомобилем, новая приборная панель, электронный климат-контроль (в комплектации LT), дисковые тормоза на 4 колеса и тд.
В 2001 году 6-литровый двигатель стал мощнее на 20 л. с., а двигатель 8,1 л. стал доступен на версии 2500. В 2002 году большинство опций, доступных только в комплектации LT, стали стандартными для LS, в том числе кондиционер спереди и сзади, литые диски, электрические стеклоподъемники, электропривод передних сидений, подножки, противотуманные фары и зеркала заднего вида с подогревом. Выпуск базовых моделей был прекращен, в результате чего остались комплектации LS и LT. Двигатель 6,0 л. стал доступен в версии 1500, а 5,3 л. получил опцию Flex-Fuel.
В 2003 году все полноразмерные внедорожники GM получили обновленный интерьер, с улучшенным качеством материалов и аксессуаров. Аудиосистема получила совместимость с Radio Data System, XM Satellite Radio, Bose. Система Panasonic DVD была добавлена в качестве опции. Для версии 2500 был добавлен электронный контроль устойчивости. Масса буксируемого прицепа для Quadrasteer была снижена на 300 кг.
В 2004, 1500-серия Suburban получила новую тормозную систему Hydroboost. Система Hydroboost уже использовалась на протяжении нескольких лет в серии 2500. Вместо того, чтобы полагаться на вакуум, Hydroboost управляет системой рулевого управления автомобиля и способна обеспечить лучшее торможение в случае отказа двигателя. Для мексиканского рынка все эти обновления также стали доступны на Chevrolet Silverado.
В 2005 году все двигатели перешли на полностью электрические системы охлаждения, чтобы снизить потери мощности и расход топлива. Кроме того, улучшилась производительность, оба двигателя и система HVAC. Пакет опций Z71, долгое время недоступный для полноприводных версий, стал доступен на переднеприводной версии. OnStar и электронный контроль устойчивости также стали стандартными на всех версиях.
В 2006 году на GMT800 стал доступен пакет LTZ с 20-дюймовыми колесами, а 6,0 л двигатель LQ4 стал доступен для серии 2500. Каталитический конвертер был перемещен ближе к двигателю, чтобы сократить количество выбросов. В результате объединения антенн XM и OnStar в единое целое, внешний вид стал лучше.
- GMT800 GMC Yukon XL
- GMT800 GMC Yukon XL Denali

## Одиннадцатое поколение
В конце 2005 года начались испытания 11 поколения автомобиля. В январе 2006 года Suburban и Yukon XL были обнародованы на Автосалоне в Лос-Анджелесе. В марте того же года начались продажи GMT900. Новые модели получили более современный, менее квадратный дизайн, такой же, как на ранее выпущенных Chevrolet Tahoe и GMC Yukon. Внешний вид получил более аэродинамическую форму, лобовое стекло округлилось. Новый дизайн получился более аэродинамичным, чем предыдущие модели. Интерьер стал более привлекательным, улучшилась приборная панель и сиденья. Suburban по-прежнему сохранил свои 9-пассажирских кресел, которые стали доступны в комплектациях LS, LT, LTZ и пакете опций Z71. LT2 и LT3 получили кожаные кресла, 6, 7 и 8 места стали опциональными. Пакет Z71 также стал доступен на LT2 и LT3, которые включает в себя два тона отделки кожаных сидений. Все мексиканские Suburban, в том числе 9-местный модели, получили двухцветные кожаные сидения, использующиеся в Z71. Chevrolet-Мексика предлагает полиции вариант Suburban с установленной на заводе броней и форсированным двигателем. Эта модель используется в мексиканской федеральной полиции и позиционируется как LT-P (P — Полиция).
В 2010 году, американский журнал U.S. News & World Report признал Suburban лучшим полноразмерным внедорожником. Также автомобиль получил пакет опций, который включает в себя три зоны климат-контроля и удобные функции, такие как Bluetooth и аудио-управление для задних пассажиров. Кроме того, на аудиосистеме, которая являлась стандартной на всех автомобилях 2010 года выпуска появился порт USB. 6-литровый двигатель стал гибридным. Также появились незначительные изменения передней части, включая слегка приподнятый передний бампер и измененные боковые юбки.
В феврале 2010 года Chevrolet отметил 75-летие Suburban, и представил модель в комплектации LTZ, покрытую алмазной краской, с кашемировой отделкой салона, а также со стандартными 20-дюймовыми хромированными дисками, рейлингами на крыше, интегрированной спутниковой навигацией, XM Satellite Radio, Bluetooth, камерой заднего вида, парктроником, дистанционным запуском, получил регулируемые педали и передние сиденья с кожаной отделкой и подогревом. Chevrolet заявил, что юбилейное издание будет ограничено 2570 единицами, так как General Motors не располагает большими количествами алмазной краски .
Для 2011 модельного года для Suburban добавили три новых цвета кузова: стальной металлик, зелёный металлик и голубой металлик. Интерьер также получил обновленные модификации с задней аудиосистемой, Bluetooth, отделкой под дерево, рейлингами на крыше, ручки дверей и зеркала под цвет кузова, двухступенчатую раздаточную коробку передач и 20-дюймовые хромированные колеса для полноприводной версии. Кроме того, все версии получили тормозную систему для опционального прицепа.
Для 2012 модельного года стали стандартными подогрев рулевого колеса и система контроля слепых зон. Тяговое усилие в 4400 кг является одним из лучших среди полноприводных SUV и может сравниться только с Toyota Sequoia.
Последнее поколение Suburban первоначально производилось в Силао, Мексика в 2007—2008 годах, но производство было перенесено в Арлингтон, штат Техас в 2009 году, где производство всех внедорожников GM было закреплено после закрытия завода в Джэйнсвилль. Suburban для мексиканского рынка, тем не менее, все ещё производят в Силао.

### Безопасность
В 2009 году Suburban прошел тест NHTSA и заработал 5 звёзд:
- Водитель:
- Передний пассажир:
- Боковой удар:
- Боковой удар для задних пассажиров:
- Опрокидывание у моноприводной версии:
- Опрокидывание у полноприводной версии:

## Двенадцатое поколение
В 2015 году были представлены новые Suburban и Yukon XL.

## Продажи вСША
| Календарный год | Suburban | Yukon XL | Общие продажи |
| --------------- | -------- | -------- | ------------- |
| 1998            | 108,933  | -        | 108,933       |
| 1999            | 138,977  | 1,857    | 140,834       |
| 2000            | 133,123  | 47,016   | 180,139       |
| 2001            | 154,782  | 70,706   | 225,488       |
| 2002            | 151,056  | 67,556   | 218,612       |
| 2003            | 135,222  | 70,887   | 206,109       |
| 2004            | 119,545  | 65,917   | 185,462       |
| 2005            | 87,011   | 53,652   | 140,663       |
| 2006            | 77,211   | 45,413   | 122,624       |
| 2007            | 83,673   | 45,303   | 128,976       |
| 2008            | 54,058   | 26,404   | 80,462        |
| 2009            | 41,055   | 16,819   | 57,874        |
| 2010            | 45,152   | 23,797   | 68,949        |
| 2011            | 49,427   | 25,223   | 74,650        |
| 2012            | 48,116   | 23,427   | 71,543        |